# Dolina Hoskora
Hoskora je dolina v Malé Fatře severně od města Vrútky. Protéká jí stejnojmenný potok. Do údolí Váhu ústí u osady Jánošíkovo pod částí Sekanina. Dolina není turisticky přístupná.
Na severu lemuje ústí doliny Národní přírodní rezervace Krivé, která se rozprostírá na vrcholu Krivé (654 m n. m.). a dále v údolí směrem k hlavnímu hřebeni pohoří leží na vrchu Hrádok (606 m n. m.) Přírodní rezervace Hrádok. Na konci doliny začíná území Národní přírodní rezervace Suchý.